# Кавуни (прізвисько)
Кавуни — усталена, дещо іронічна назва корінних тернопільських міщан, переважно українців за походженням.
Прізвисько виникло, ймовірно, за звичай споживати на сніданок каву, на відміну від селян, котрі пили, як правило, молоко. Було поширене до середини 20 століття, нині маловживане.
«Кавуни» — проміжна верства між інтелігенцією та рільниками — мали свої звичаї, впливали на громадське й церковне життя міста, розвиток ремесел, торгівлі, культури, освіти тощо.
Найвідоміші серед «К.» — міщан. роди Абрамчуків, Ваганів, Безкоровайних, Бекесевичів, Бриковичів, Ва-циків, Войтовичів, Грабовських, Давидовичів, Демчуків, Завадовичів, Кордуб, Кульчицьких, Кузьмовичів, Литвинів, Мисул, Онуферків, Ос-тап'юків, Острожинських, Паращуків, Решетух, Савуляків, Фалендишів, Чубатих, Юськевичів, Яримовичів та інші.